# August Hug
August Hug  (* 1875 in Niederbüren, Kanton St. Gallen; † Ende Januar 1950 in Fischingen, Kanton Thurgau) war ein Schweizer katholischer Geistlicher und Altphilologe.
August Hug studierte katholische Theologie und wurde für das Bistum St. Gallen zum Priester geweiht. Von 1897 bis 1903 war er als Domvikar in St. Gallen tätig. Er studierte Klassische Philologie und Alte Geschichte in Berlin und Freiburg in der Schweiz, wo er 1911 bei Anton Piccardt mit einer Arbeit zu Aelius Aristides promoviert wurde.
Von 1907 bis 1937 war er als Lehrer für Latein und Griechisch am Kollegium Maria Hilf in Schwyz tätig. Er verfasste über 250 Artikel für Paulys Realencyclopädie der classischen Altertumswissenschaft (RE) auf dem Gebiet der „Privataltertümer“, vor allem über den antiken Gebrauch von Alltagsgegenständen. Nach seiner Pensionierung lebte er im ehemaligen Kloster Fischingen und wurde am 27. Januar 1950 in Niederbüren begraben.

## Schriften
- Leben und Werke des Rhetors Aristides. Buch- und Kunstdruckerei Union, Solothurn 1912 (Universität Freiburg (Schweiz), Dissertation).